# Schizotheca
Schizotheca is een mosdiertjesgeslacht uit de familie van de Phidoloporidae en de orde Cheilostomatida. De wetenschappelijke naam ervan is in 1877 voor het eerst geldig gepubliceerd door Thomas Hincks.

## Soorten
- Schizotheca aviculifera Canu & Bassler, 1925
- Schizotheca buski Reverter-Gil & Fernandez-Pulpeiro, 2007
- Schizotheca carmenae Reverter-Gil & Fernandez-Pulpeiro, 2007
- Schizotheca divisa (Norman, 1864)
- Schizotheca fissa (Busk, 1856)
- Schizotheca fissurella (Hincks, 1882)
- Schizotheca galaica Reverter-Gil, Souto & Trigo, 2019
- Schizotheca tuberigera (Jullien in Jullien & Calvet, 1903)
- Schizotheca umbonata Osburn, 1952

Niet geaccepteerde soorten:
- Schizotheca levis Cook, 1985 → Schizotheca tuberigera (Jullien in Jullien & Calvet, 1903)
- Schizotheca mucronata Powell, 1967 → Fodinella mucronata (Powell, 1967)
- Schizotheca serratimargo (Hincks, 1886) → Schizoretepora serratimargo (Hincks, 1886)
- Schizotheca tubigera (Jullien, 1903) → Schizotheca tuberigera (Jullien in Jullien & Calvet, 1903)